# خزان وقود امتثالي

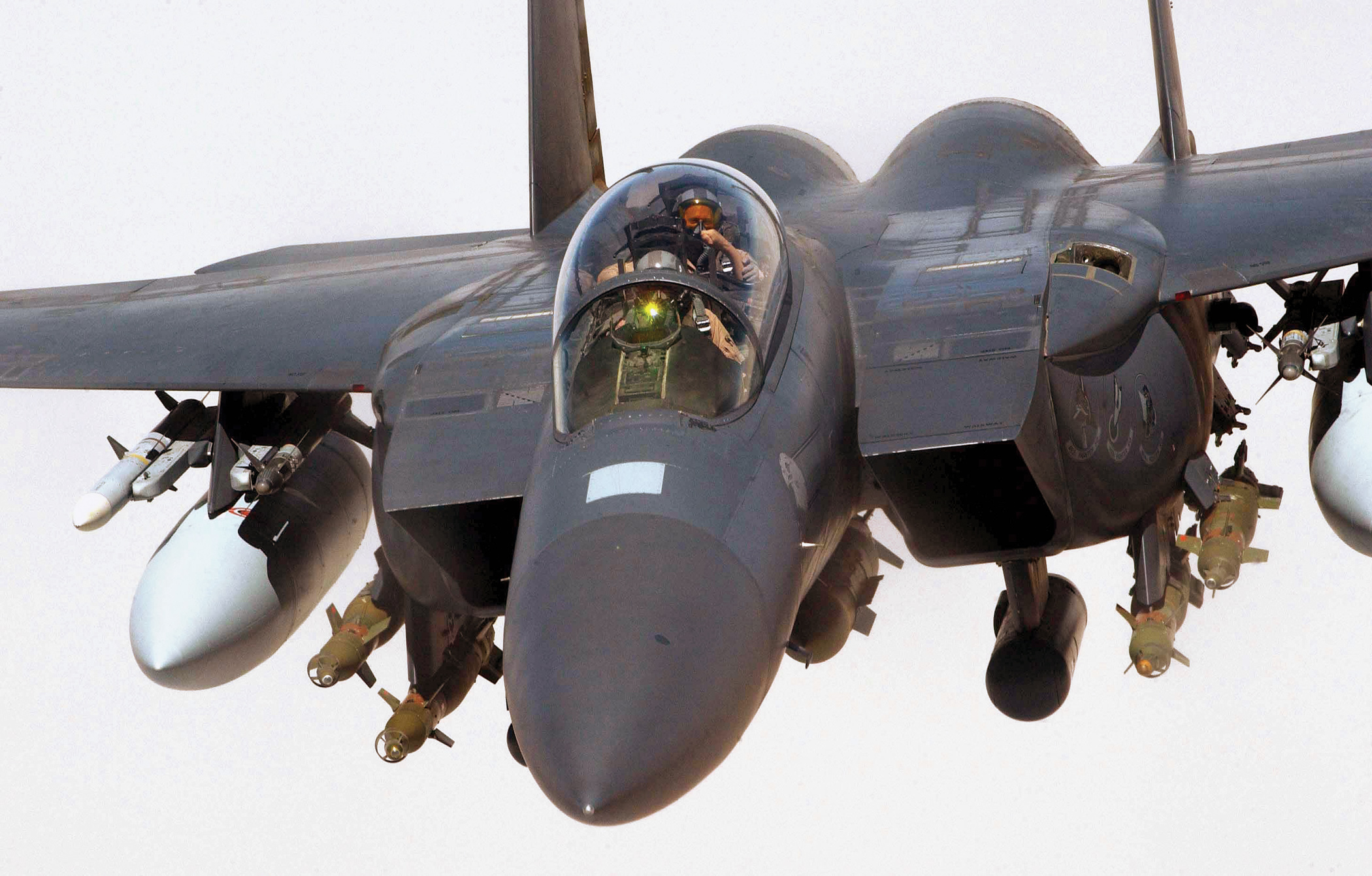
ماكدونيل دوغلاس إف-15 إي سترايك إيغل مزودة بخزانات وقود امتثالي تحت جذور الجناح.

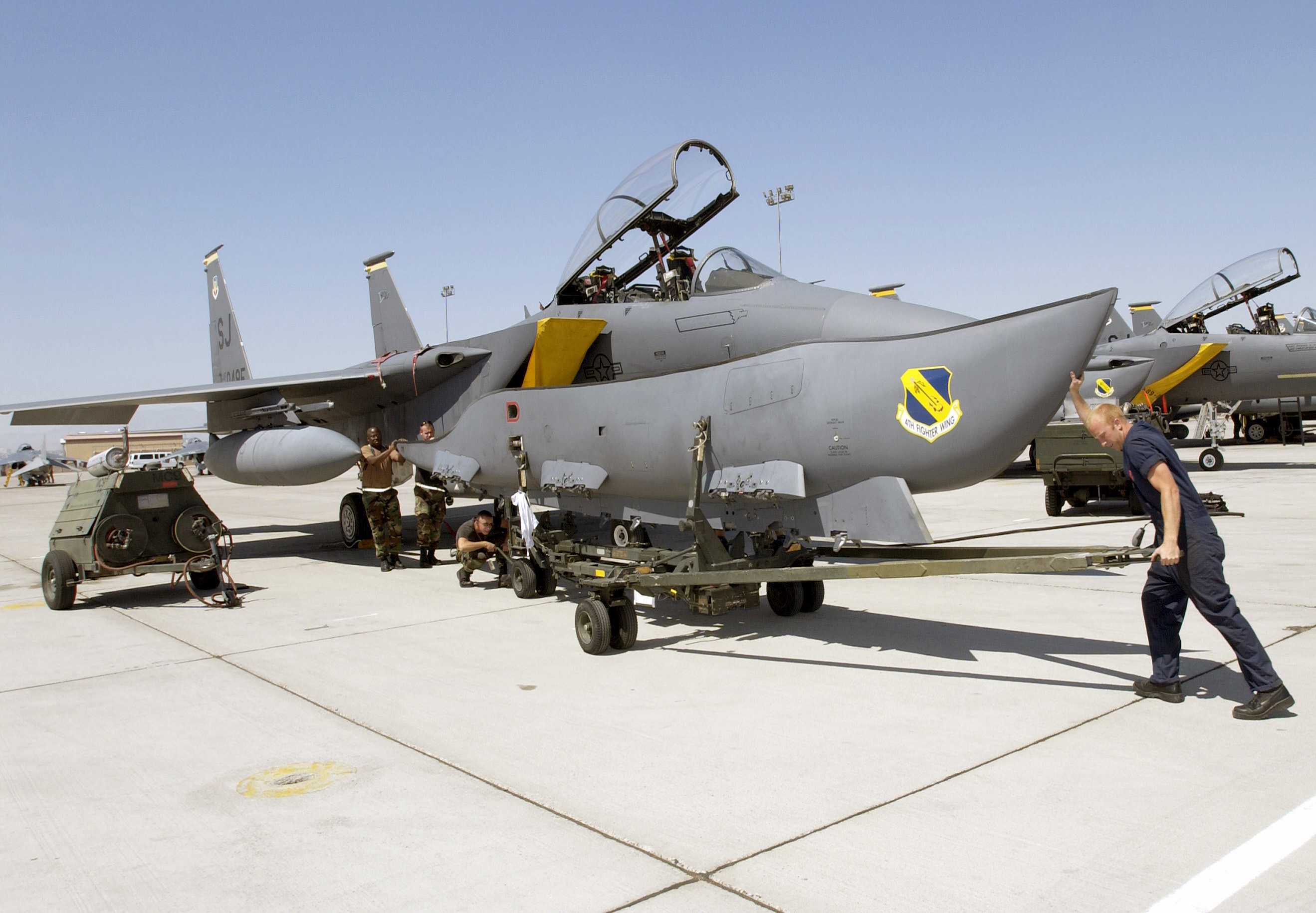
طاقم أرضي يتعامل مع خزان وقود امتثالي لطائرة إف-15إي

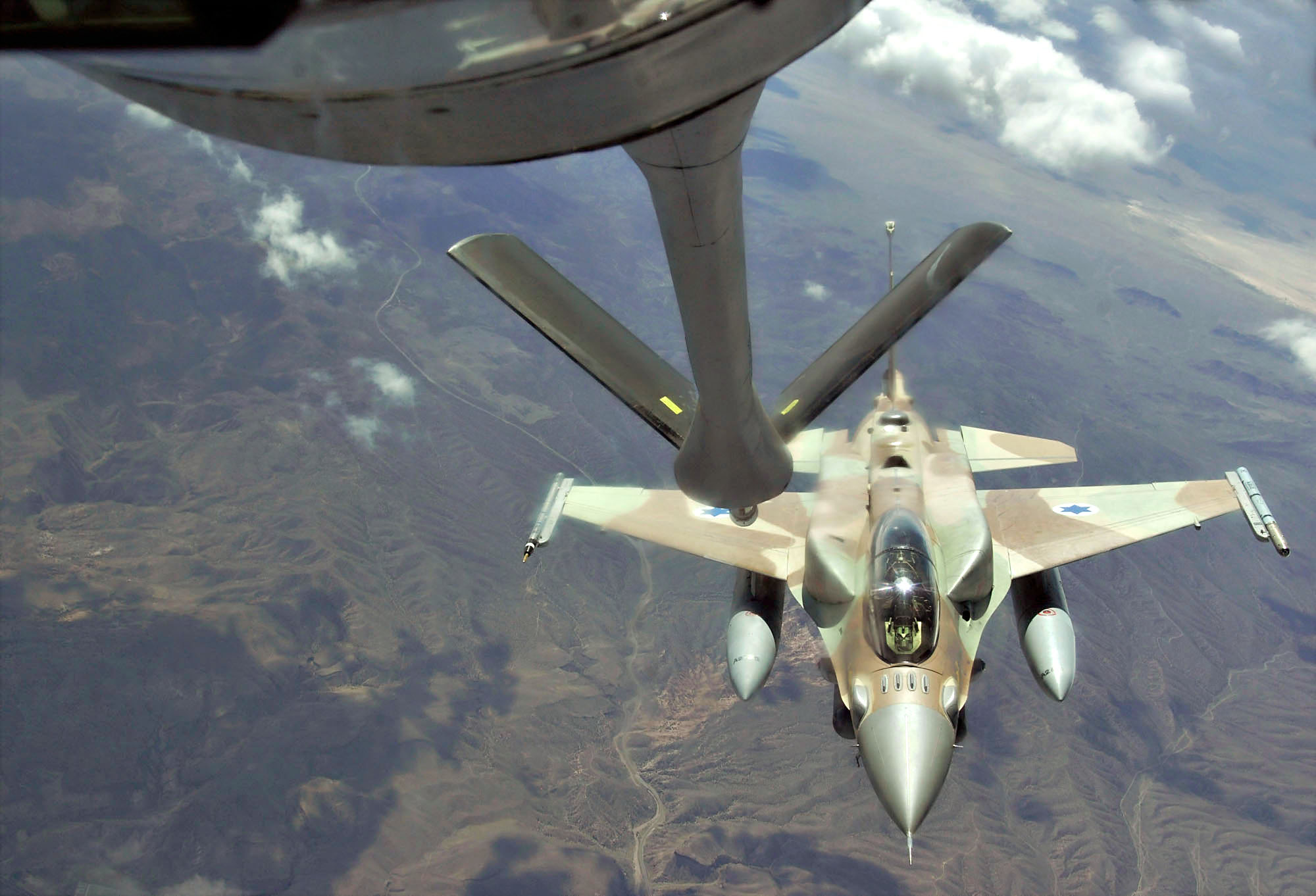
طائرة إسرائيلية من طراز إف-16آي صوفا، والمشتقة من إف-16دي بلوك 50/52 +، مع اثنان من خزانات الوقود امتثالي تظهر على الجزء العلوي من الطائرة بالقرب من جذر الجناح، مع اثنان من خزانات الوقود القابلة للاسقاط محمولة على الجناح

خزان وقود امتثالي (بالإنجليزية: Conformal Fuel Tank)‏ والمعروف اختصارا ب: سي إف تي (CFTs): هي خزانات وقود إضافية يتم تركيبها على جانبي الطائرة، وترتبط ارتباطاً وثيقاً بالطائرة من خلال زيادة مدى الطيران واختصار وقت الوصول إلى المحطة المقصودة. وذلك لاستغنائها عن الهبوط للتزود بالوقود وتقليل عدد مرات التزود بالوقود في الجو، مع انخفاض المقاومة الهوائية مقارنة بخزانات الوقود الخارجية القابلة للاسقاط.
خزانات الوقود الامتثالي لديها عيب، وهو أنه خلافا لخزانات الوقود الخارجية القابلة للاسقاط، فإنه لا يمكن اسقاطها أثناء التحليق. هذا لأن خزان الوقود الامتثالي موصول بالطائرة بواسطة مثبتات ومسامير وأنابيب وأسلاك موصولة بأنظمة الطائرة المختلفة ذات العلاقة. ويمكن فقط إزالتها على الأرض. ونتيجة لذلك فإنها تفرض على الطائرة مقاومة جر عالية، حتى وإن كانت الخزانات فارغة ودون أي فائدة تذكر، بل يمكن أن تفرض حدوداً وقيوداً على حمولة الطائرة، وكذلك فإنها تضيف زيادة طفيفة لوزن الطائرة حتى عندما تكون فارغة (ضئيلة - ولا تزن الكثير)، وعلى الرغم من أن زيادة الوزن ومقاومة الجر دائما موجودة، إلا أن الحمل ليس مسألة مطلقة دائما . وخزان الوقود الامتثالي عند تثبيته على طائرة إف-15سي قلل فعلا من مقاومة الجر مما سمح للطائرة بأن تحلق بسرعات أعلى غير مسبوقة. كما أن زيادة قوة محركات طراز إف-15 إي سترايك إيغل قضى تماما على مشكلة زيادة الحمولة.
من المزايا الأخرى لخزانات الوقود الامتثالي توفير نقاط تعليق خالية، عادة ما كانت تستخدم لتعليق خزانات الوقود الخارجية القابلة للاسقاط، أو لحمل أسلحة، ومن المزايا أيضا زيادة كبيرة لنطاق رادار المقطع العرضي في الطائرات.